# 슬러시
슬러시(slushy, slushie, slushee)는 그라니타와 유사하지만 더 액체에 가까운 제형을 가진, 맛을 낸 얼음과 음료로 만든 음료의 일종이다. 일반적으로 슬러시(slush), 슬러피(slurpee), 냉동 음료(frozen beverage) 또는 냉동 음료(frozen drink)라고도 불린다. 슬러시는 탄산 또는 무탄산일 수 있으며, 탄산 버전은 때때로 냉동 탄산음료(frozen carbonated drink) 또는 냉동 탄산음료(frozen carbonated beverage)라고 불린다.

## 역사
최초의 탄산 슬러시 기계는 데어리 퀸 프랜차이즈의 소유주인 오마르 크네들릭이 발명했다. 1950년대 후반, 그의 식당의 탄산음료 기계는 끊임없이 문제를 일으켰다. 1958년 어느 날, 그의 기계가 완전히 고장 나자 그는 탄산음료를 냉동고에 보관하기로 결정했고, 꺼냈을 때 슬러시 상태가 되었다. 그는 그 슬러시를 손님들에게 팔기로 결정했고, 그 음료는 곧 인기를 얻었다. 크네들릭은 슬러시 제작을 추진하기로 결정하고, 디 아이시 컴퍼니(The Icee Company)의 이름과 로고를 만들도록 루스 테일러에게 의뢰했다. 이 초기 기계들은 자동차 에어컨 시스템을 사용하여 맛 혼합물, 물, 이산화탄소를 결합하고 냉동시키는 방식으로 작동했다.
1960년, 크네들릭은 존 미첼과 협력하여 슬러시 기계를 대량 생산했고, 1962년에 특허를 획득했다. 1965년에 세븐일레븐은 ICEE 기계 3대를 구매하고 ICEE와 라이선스 계약을 맺어, 세븐일레븐이 자사 제품에 슬러피라는 이름을 사용하고 미국 내 세븐일레븐 매장에서만 슬러피를 판매하도록 제한했다. 1970년대까지 슬러피 기계는 모든 미국 세븐일레븐 매장에서 찾아볼 수 있었다.

## 변형
슬러시는 탄산 또는 무탄산이다. 딸기, 수박, 파인애플과 같은 과일 맛부터 코카콜라, 스프라이트 (음료), 환타와 같은 청량 음료, 그리고 캐러멜, 초콜릿, 바닐라, 심지어 아이스 커피와 같은 다른 맛까지 다양하게 나온다. 알코올 음료를 사용하여 만든 슬러시는 냉동 알코올 음료라고 불린다.

## 생산

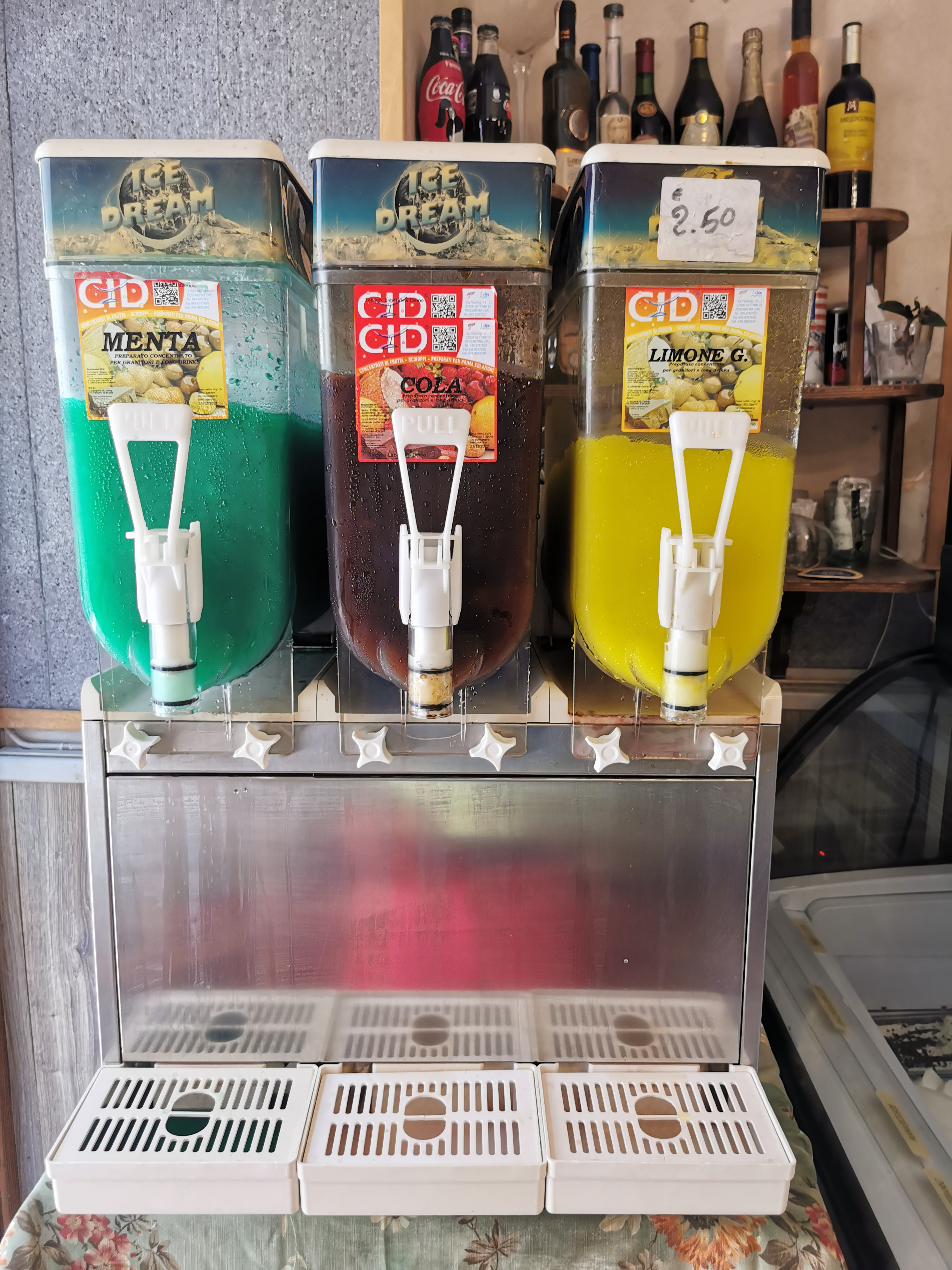
이탈리아의 슬러시 기계, 민트, 콜라, 레몬 맛 음료 믹스 포함

탄산 슬러시는 일반 탄산음료 분수와 유사한 기계에서 만들어진다. 농축된 맛 시럽은 정수된 물과 섞인 다음 탄산 처리된다. 이 혼합물은 냉동 코일로 둘러싸인 실린더에 주입된다. 혼합물은 실린더 벽에 얼어붙은 다음, 회전하는 대셔에 의해 긁어내지는데, 대셔는 또한 혼합물을 균일하게 섞이도록 유지한다. 탄산 슬러시 기계는 종종 물의 어는점보다 훨씬 낮은 온도로 얼지만, 40 psi (2.8 bar)까지의 압력, −80 °C (−112 °F)에서 어는 이산화탄소 혼합물, 설탕, 그리고 끊임없는 저어주기가 덩어리가 완전히 얼어붙는 것을 막는다. 탄산 슬러시는 무탄산 슬러시보다 "더 건조"한 경향이 있다.
무탄산 슬러시는 무탄산 주스나 다른 액체를 얼려서 만든다. 많은 현대 무탄산 슬러시 기계는 나선형 플라스틱 대셔를 사용하여 냉동 실린더에서 결정체를 긁어내는데, 이는 종종 투명한 호퍼에 통합되어 있다. 이 제품은 탄산 슬러시 기계보다 "더 축축"한 경우가 많다. 이들을 생산하는 기계는 압력 탱크를 필요로 하지 않으므로, 더 간단한 기계적 구조 덕분에 훨씬 저렴하고 유지보수가 쉽다.
슬러시는 과냉각을 통해 만들 수도 있다. 1950년대 후반과 1960년대 초반의 최초 슬러시는 과냉각 방식으로 만들어졌다. 스프라이트 (음료)의 과냉각 버전은 코카콜라 컴퍼니에 의해 영국에서 잠시 판매되었다. 이 제품은 병을 과냉각 상태로 보관하여 개봉 시 슬러시로 변하도록 특수 자동판매기를 필요로 했다. 과냉각 슬러시는 탄산음료를 병에 붓고 흔든 다음 냉동고에 3~3.5시간 동안 넣어둔 후, 압력을 빼고 병을 뒤집거나, 병을 천천히 열고 따르거나, 탄산음료에 얼음 조각을 넣어 만들 수 있다.

## 온도
슬러시는 설탕과 물의 혼합물로 만들어진다. 혼합물이 완전히 얼지 않도록 하려면 용액에 12~22%의 설탕이 포함되어야 한다. 설탕은 용액에서 부동액 역할을 한다. 슬러시 기계는 설탕과 물 분자가 물이 얼기 전에 결합하도록 혼합물을 일정한 속도로 젓거나 회전시킨다. 이런 방식으로 부드럽고 촉촉한 슬러리 혼합물이 형성된다.
일부 슬러시에는 혼합물의 어는점을 낮추는 첨가제가 포함되어 있어, 물 슬러시 음료보다 훨씬 차갑게 제공될 수 있다.

## 브랜드
잘 알려진 슬러시 브랜드는 여러 가지가 있다. 칼립소 버스트(Calippo Burst), 슬러피, ICEE, 써스트 버스터, 프로스터는 탄산 슬러시로 유명하다. 무탄산 슬러시를 생산하는 브랜드로는 미스터 슬러시(Mr Slush), 프라질(Frazil), 폴라 크러시(Polar Krush), 칼립소 슬러시(Calippo Slush), Slush Puppie, 아이스버그 슬러시 시스템(Iceberg Slush System), 아틱 슬러시(Arctic Slush), 코나 아이스, 슬러시 잭스(Slushy Jack’s), 델스 등이 있다.

## 글리세롤 함량에 대한 우려
일부 슬러시에는 슬러시 효과를 유지하기 위해 감미료 및 혼합물의 어는점을 낮추는 용도로 글리세롤이 포함되어 있다. 설탕 대신 글리세롤을 사용하면 음료가 설탕세를 피할 수 있지만, 어린아이들에게 글리세롤 중독 증후군의 위험을 초래한다. 영국의 영국 식품기준청은 4세 이하의 어린이가 글리세롤 함유 슬러시를 섭취하지 않도록 권고하며, 판매 시 위험 경고를 눈에 띄게 표시하도록 권고한다.

## 같이 보기
- 아이스크림
- 스무디
- 음료
- 주스
- 얼음